# Årsunda församling
Årsunda församling var en församling i Uppsala stift inom Svenska kyrkan i Sandvikens kommun. Församlingen uppgick 2010 i Årsunda-Österfärnebo församling. 
Församlingskyrkan var Årsunda kyrka.

## Administrativ historik
Församlingen har medeltida ursprung. Församlingen uppgick 2010 i Årsunda-Österfärnebo församling.
Församlingskoden var 218104.

### Pastorat
Församlingen var till 1500-talet annexförsamling i pastoratet Ovansjö och Årsunda för att därefter till 1994 utgöra ett eget pastorat. Från 1994 till 2010 ingick Årsunda i Årsunda-Österfärnebo pastorat.

## Geografi
Årsunda församling omfattade den 1 januari 1952 en areal av 235,10 km², varav 198,80 km² land. Efter nymätningar och arealberäkningar färdiga den 1 januari 1958 omfattade församlingen den 1 januari 1961 en areal av 233,39 km², varav 197,74 km² land.